# Compsoptera intermediaria
Compsoptera intermediaria là một loài bướm đêm trong họ Geometridae.